# 파울루 소자
파울루 마누엘 카르발류 드 소자, CavIH (포르투갈어: Paulo Manuel Carvalho de Sousa ˈpawlu ˈsowzɐ[*], 1970년 8월 30일, 비제우 ~)는 은퇴한 포르투갈의 축구 선수로, 현역 시절 수비형 미드필더로 활약 했으며 현재 UAE 프로리그의 샤바브 알아흘리 감독을 맡고있다.
그는 "포르투갈 황금 세대"의 중심 인물이다. 벤피카에서 데뷔한 그는 벤피카의 국내 라이벌 스포르팅 리스본에서도 활약 했으며 프리메이라리가에서 5년 동안 117경기 출전 6골을 기록했고 포르투갈 국가대표로 한 차례의 FIFA 월드컵과 두 차례의 UEFA 유럽 축구 선수권 대회에 출전했다.
외국 진출 후 소자는 주로 이탈리아와 독일에서 활동 했는데 유벤투스와 도르트문트에서 UEFA 챔피언스리그 우승을 경험했고 도르트문트에서는 인터콘티넨털컵도 우승을 경험 했으며 그는 현역 말년에 잦은 부상을 당했다.
2000년대 말 소자는 감독으로 전향했고 다수의 잉글랜드와 웨일스 클럽을 지휘했다.

## 선수 경력

### 국내 무대
비제우 출신으로, 소자는 벤피카에서 프로 데뷔를 하였고, 어린 나이에 일찍이 주전을 꿰찼으며, 1990-91 시즌에 프리메이라리가 우승을 거두었고, 2년 후에는 타사 드 포르투갈도 우승하였다.
같은 해 여름, 소자는 팀 동료인 안토니우 파셰쿠와 함께 리스본 이웃인 스포르팅 리스본으로 이적하였다. 한 시즌 후, 그는 루이스 피구와 크라시미르 발라코프와 함께 사자 군단의 중원을 구축하였으나, 무관으로 시즌을 마친 후 유벤투스로 이적하였다.

### 해외 무대
소자는 토리노 연고의 클럽에서 2시즌간 활약하였고, 팀을 1995-96 시즌 UEFA 챔피언스리그 우승으로 이끌었다. 그에 앞서 한 시즌 전에는 세리에 A도 우승하였고, 여기에 코파 이탈리아와 수페르코파 이탈리아나의 트로피를 추가하였고, UEFA컵에서는 준우승을 차지하였다.
소자는 이후 독일로 건너가 도르트문트 선수가 되었고, 1년 후에는 또다시 UEFA 챔피언스리그 우승을 거두었다. 결승전 상대는 우연히 친정팀인 유벤투스가 걸렸다. 비록 그는 그 결승전에 출전하였으나, 도르트문트에서의 나날을 대부분 부상으로 보냈고, 이는 남은 현역 기간까지도 계속 이어져 왔다.
소자는 이탈리아 무대로 복귀해 인테르나치오날레에 입단하였고, 2002년 여름, 31세의 나이에 파르마 (임대), 파나티나이코스, 그리고 에스파뇰을 거쳐 은퇴하였다.

### 국가대표팀 경력
1989년 FIFA 세계 청소년 축구 선수권 대회를 우승한 포르투갈 U-20 국가대표팀의 주역으로, 소자는 성인 국가대표팀 51경기에 출전하였으며, 그의 첫 국제경기 데뷔전은 1991년 1월 16일, 1-1로 비긴 스페인과의 친선경기였다.
그는 UEFA 유로 1996과 UEFA 유로 2000에서 자국을 대표하여 출전하였고, 2002년 FIFA 월드컵에도 참가하였으나, 한 경기도 출전하지 못하였다. 그는 월드컵이 종료된 직전인 중국과의 친선 경기를 마지막으로 잠깐 출전하였고, 경기는 2-0 승리로 종료되었다.

## 감독 경력

### 포르투갈 국가대표팀
소자는 포르투갈 국가대표팀 코칭스태프에 합류하여 감독직을 시작하였고, U-16 국가대표팀 사령탑을 맡았으며, 2008년 여름에는 성인 국가대표팀 감독이자 스포르팅 리스본과 청소년 국가대표팀 시절 감독이었던 카를루스 케이루스에 의해 수석 코치가 되었다.

### 퀸스 파크 레인저스
2008년 11월 19일, 소자는 챔피언십 클럽 퀸스 파크 레인저스의 감독이 되었다. 그러나, 2009년 4월 9일, 그는 덱스터 블랙스톡의 노팅엄 포리스트 임대 이적이 그에 대한 보고 없이 성사된 것과 같은 클럽의 민감한 사항을 클럽 보드진의 허가 없이 폭로한 대에 해고당하였다.

### 스완지 시티
로베르토 마르티네스의 위건 애슬레틱 이적에 따라, 소자는 2009년 6월 18일에 스완지 시티 감독직을 제의받았다. 그는 구두 계약에 합의하였고, 3년 계약을 체결하였으며, 23일에 공식적으로 사령탑에 취임하였다.
이 시즌의 리그에서, 소자는 스완지가 27년만에 최고의 성적 (7위) 을 낼 수 있도록 하였고, 플레이오프 진출을 안타깝게 놓쳤다. 2010년 7월 5일, 그는 상호 계약 해지로 클럽을 떠났고, 공석이 된 레스터 시티의 감독이 되었다.

### 레스터 시티
2010년 7월 7일, 소자는 레스터 시티의 신임 감독이 되었다. 밀란 만다리치 구단주는 그는 "우수한 역량의 감독을 얻은것"이 기쁘며 "클럽을 진보시키기 위해 올바른 인물"이라고 덧붙였다.
10월 1일, 3개월도 채 안된 시점에서, 소자는 처음 9번의 경기 중 1승에 그치며 부진한 시즌 성적을 거둔 것으로 인해 레스터 감독직에서 해임당하였다.

### 비데오톤
2011년 5월 15일, 소자는 전 시즌 헝가리 리그 우승팀인 비데오톤과 계약하였다. 그는 오스트리아 슈투름 그라츠와의 UEFA 챔피언스리그 예선전에서 공식 데뷔하였고, 이 원정 경기에서 0-2로 패하였으며, 이어지는 홈에서의 2차전에서 3-2로 승리해 다음 라운드에 진출하지 못하였다.
2012년 8월 30일, 그의 42번째 생일날에, 비데오톤은 트라브존스포르와 UEFA 유로파리그 플레이오프전을 치르었다. 연장전까지 0-0으로 비긴 후, 승부차기에서 4-2로 이기자, 그는 "이 예선전 경기날은 나의 최고의 생일이었다." 라고 감정을 드러냈다.
2013년 1월 7일, 비데오톤은 소자가 가족적인 이유로 계약을 해지하였다고 발표하였다. 같은 날, 그는 뉴욕 레드불스의 신임 감독이 될 것이라는 보고가 나왔으나, 둘 사이에 아무런 일도 없었다.

### 마카비 텔아비브
2013년 6월 12일, 마카비 텔아비브는 소자를 사령탑으로 선임하였다고 공식 발표하였다. 그는 처음이자 마지막 시즌에 이스라엘 프리미어리그를 우승하였다.

### 바젤
2014년 5월 28일, 소자는 또다시 다른 국적의 클럽을 맡았다. 스위스 슈퍼리그의 바젤은 그가 3년 계약을 체결하였다고 발표하였다.

### 피오렌티나
2015년 6월 21일, 소자는 빈첸초 몬텔라 감독에 이어 ACF 피오렌티나와 계약을 하게 된다.

## 수상

### 선수

#### 클럽
벤피카
- 프리메이라리가: 1990–91
- 타사 드 포르투갈: 1992–93
- 수페르타사 칸디두 드 올리베이라: 1989

유벤투스
- UEFA 챔피언스리그: 1995–96
- 세리에 A: 1994–95
- 코파 이탈리아: 1994–95
- 수페르코파 이탈리아나: 1995

도르트문트
- UEFA 챔피언스리그: 1996–97
- 인터콘티넨털컵: 1997
- DFB-리가포칼: 1996

#### 국가대표팀
- FIFA U-20 월드컵: 1989
- UEFA 유럽 축구 선수권 대회 4강: 2000

### 감독
비데오톤
- 리가쿠파: 2011–12
- 수페르쿠파: 2011, 2012

마카비 텔아비브
- 이스라엘 프리미어리그: 2013–14

### 개인
- 구에린 도로: 1995

## 통계

### 클럽
| 클럽      | 클럽             | 클럽           | 리그 | 리그 | 컵               | 컵               | 대륙 | 대륙 | 합계 | 합계 |
| 시즌      | 클럽             | 리그           | 출장 | 골   | 출장             | 골               | 출장 | 골   | 출장 | 골   |
| 포르투갈  | 포르투갈         | 포르투갈       | 리그 | 리그 | 타사 드 포르투갈 | 타사 드 포르투갈 | 유럽 | 유럽 | 합계 | 합계 |
| --------- | ---------------- | -------------- | ---- | ---- | ---------------- | ---------------- | ---- | ---- | ---- | ---- |
| 1989-90   | 벤피카           | 프리메이라리가 | 2    | 0    |                  |                  | 0    | 0    | 2    | 0    |
| 1990-91   | 벤피카           | 프리메이라리가 | 36   | 0    |                  |                  | 2    | 0    | 38   | 0    |
| 1991-92   | 벤피카           | 프리메이라리가 | 24   | 1    |                  |                  | 3    | 0    | 27   | 1    |
| 1992-93   | 벤피카           | 프리메이라리가 | 25   | 0    |                  |                  | 6    | 0    | 31   | 0    |
| 1993-94   | 스포르팅 리스본  | 프리메이라리가 | 31   | 2    |                  |                  | 6    | 0    | 37   | 2    |
| 이탈리아  | 이탈리아         | 이탈리아       | 리그 | 리그 | 코파 이탈리아    | 코파 이탈리아    | 유럽 | 유럽 | 합계 | 합계 |
| 1994-95   | 유벤투스         | 세리에 A       | 26   | 1    |                  |                  | 10   | 0    | 36   | 1    |
| 1995-96   | 유벤투스         | 세리에 A       | 28   | 0    |                  |                  | 8    | 1    | 36   | 1    |
| 독일      | 독일             | 독일           | 리그 | 리그 | DFB-포칼         | DFB-포칼         | 유럽 | 유럽 | 합계 | 합계 |
| 1996-97   | 도르트문트       | 분데스리가     | 11   | 1    |                  |                  | 4    | 0    | 15   | 1    |
| 1997-98   | 도르트문트       | 분데스리가     | 16   | 0    |                  |                  | 5    | 0    | 21   | 0    |
| 이탈리아  | 이탈리아         | 이탈리아       | 리그 | 리그 | 코파 이탈리아    | 코파 이탈리아    | 유럽 | 유럽 | 합계 | 합계 |
| 1997-98   | 인테르나치오날레 | 세리에 A       | 11   | 0    |                  |                  | 0    | 0    | 11   | 0    |
| 1998-99   | 인테르나치오날레 | 세리에 A       | 10   | 0    |                  |                  | 3    | 0    | 13   | 0    |
| 1999-2000 | 인테르나치오날레 | 세리에 A       | 10   | 0    |                  |                  | 0    | 0    | 10   | 0    |
| 1999-2000 | 파르마           | 세리에 A       | 8    | 0    |                  |                  | 2    | 0    | 10   | 0    |
| 그리스    | 그리스           | 그리스         | 리그 | 리그 | 쿠펠로 엘라도스  | 쿠펠로 엘라도스  | 유럽 | 유럽 | 합계 | 합계 |
| 2000-01   | 파나티나이코스   | 알파 에트니키  | 6    | 0    |                  |                  | 4    | 1    | 10   | 1    |
| 2001-02   | 파나티나이코스   | 알파 에트니키  | 4    | 0    |                  |                  | 7    | 0    | 11   | 0    |
| 스페인    | 스페인           | 스페인         | 리그 | 리그 | 코파 델 레이     | 코파 델 레이     | 유럽 | 유럽 | 합계 | 합계 |
| 2001-02   | 에스파뇰         | 라 리가        | 9    | 0    |                  |                  | 0    | 0    | 10   | 0    |
| 국가      | 포르투갈         | 포르투갈       | 118  | 3    |                  |                  | 17   | 0    | 135  | 3    |
| 국가      | 이탈리아         | 이탈리아       | 93   | 1    |                  |                  | 21   | 1    | 114  | 2    |
| 국가      | 독일             | 독일           | 27   | 1    |                  |                  | 9    | 0    | 36   | 1    |
| 국가      | 그리스           | 그리스         | 10   | 0    |                  |                  | 11   | 1    | 21   | 1    |
| 국가      | 스페인           | 스페인         | 9    | 0    |                  |                  | 0    | 0    | 9    | 0    |
| 합계      | 합계             | 합계           | 257  | 5    |                  |                  | 58   | 2    | 315  | 7    |

### 국가대표팀
| 포르투갈 국가대표팀 | 포르투갈 국가대표팀 | 포르투갈 국가대표팀 |
| 연도                | 출장                | 골                  |
| ------------------- | ------------------- | ------------------- |
| 1991                | 5                   | 0                   |
| 1992                | 0                   | 0                   |
| 1993                | 8                   | 0                   |
| 1994                | 5                   | 0                   |
| 1995                | 6                   | 0                   |
| 1996                | 5                   | 0                   |
| 1997                | 5                   | 0                   |
| 1998                | 2                   | 0                   |
| 1999                | 8                   | 0                   |
| 2000                | 5                   | 0                   |
| 2001                | 2                   | 0                   |
| 2002                | 1                   | 0                   |
| 합계                | 52                  | 0                   |

## 감독 통계
2023년 10월 8일 기준
| 클럽               | 국적     | 취임             | 해임             | 기록 | 기록 | 기록 | 기록 | 기록 | 기록 | 기록 | 기록     |
| 클럽               | 국적     | 취임             | 해임             | 전   | 승   | 무   | 패   | 득   | 실   | 차   | 승률 (%) |
| ------------------ | -------- | ---------------- | ---------------- | ---- | ---- | ---- | ---- | ---- | ---- | ---- | -------- |
| 퀸스 파크 레인저스 | 잉글랜드 | 2008년 11월 19일 | 2009년 4월 9일   | 26   | 7    | 12   | 7    | 23   | 24   | −1   | 026.92   |
| 스완지 시티        | 웨일스   | 2009년 6월 23일  | 2010년 7월 4일   | 49   | 18   | 18   | 13   | 45   | 41   | +4   | 036.73   |
| 레스터 시티        | 잉글랜드 | 2010년 7월 7일   | 2010년 10월 1일  | 12   | 4    | 2    | 6    | 18   | 27   | −9   | 033.33   |
| 비데오톤           | 헝가리   | 2011년 6월 1일   | 2013년 1월 7일   | 88   | 52   | 17   | 19   | 140  | 63   | +77  | 059.09   |
| 마카비 텔아비브    | 이스라엘 | 2013년 6월 11일  | 2014년 5월 28일  | 49   | 31   | 10   | 8    | 91   | 45   | +46  | 063.27   |
| 바젤               | 스위스   | 2014년 5월 28일  | 2015년 6월 17일  | 50   | 31   | 8    | 11   | 112  | 60   | +52  | 062.00   |
| 피오렌티나         | 이탈리아 | 2015년 6월 21일  | 2017년 6월 6일   | 95   | 43   | 25   | 27   | 154  | 121  | +33  | 045.26   |
| 톈진 취안젠        | 중국     | 2017년 11월 6일  | 2018년 10월 5일  | 37   | 13   | 10   | 14   | 51   | 58   | −7   | 035.14   |
| 보르도             | 프랑스   | 2019년 3월 8일   | 2020년 8월 10일  | 42   | 13   | 12   | 17   | 53   | 51   | +2   | 030.95   |
| 폴란드             | 폴란드   | 2021년 1월 21일  | 2021년 12월 29일 | 15   | 6    | 5    | 4    | 37   | 20   | +17  | 040.00   |
| 플라멩구           | 브라질   | 2021년 12월 29일 | 2022년 6월 9일   | 32   | 19   | 7    | 6    | 59   | 29   | +30  | 059.38   |
| 살레르니타나       | 이탈리아 | 2023년 2월 15일  | 2023년 10월 10일 | 25   | 5    | 12   | 8    | 28   | 37   | −9   | 020.00   |
| 합계               | 합계     | 합계             | 합계             | 520  | 242  | 138  | 140  | 811  | 576  | +235 | 46.54    |